# دومین نبرد دریاچه ماسوریان
نبردهای زمستانی مازوری یا نبرد دوم دریاچه‌های مازوری (به انگلیسی: Second Battle of the Masurian Lakes) در اواسط جنگ جهانی اول از روز ۷ فوریه ۱۹۱۵ میلادی در کنار دریاچه معروف مازوری در لهستان آغاز شد. این جنگ با حمله آلمانی‌ها به روس‌ها آغاز شد. در این جنگ، روس‌ها شکست خوردند. حدود ۱۱۰ هزار سرباز روسی اسیر شدند و ۳۰۰ عراده توپ جنگی به دست آلمان‌ها افتاد. این جنگ در ۲۲ فوریه همان سال پایان یافت.
فرماندهی آلمان‌ها در این جنگ بر عهده ۲ افسر آلمانی به نام‌های پاول فن هیندنبورگ و اریش لودن‌دورف بود.